# Boris Tadić
Pour les articles homonymes, voir Tadić.
Boris Tadić (écrit ainsi en serbe latin et Борис Тадић en serbe cyrillique), né le 15 janvier 1958 à Sarajevo, est un homme d'État serbe. Il fut président de la république de Serbie du 11 juillet 2004 au 4 avril 2012.
Psychologue de profession, il est président du Parti démocrate. Élu une première fois président de la république de Serbie le 27 juin 2004 au sein de la communauté d'États de Serbie-et-Monténégro, il prête serment le 11 juillet suivant. Candidat à sa propre succession lors de l'élection présidentielle serbe de 2008, il est réélu au terme d'un second tour le 3 février 2008. Le 5 avril 2012, il démissionne afin d'entraîner une élection anticipée concomitante avec les élections générales du 6 mai suivant ; il est battu par Tomislav Nikolić.

## Origine et débuts

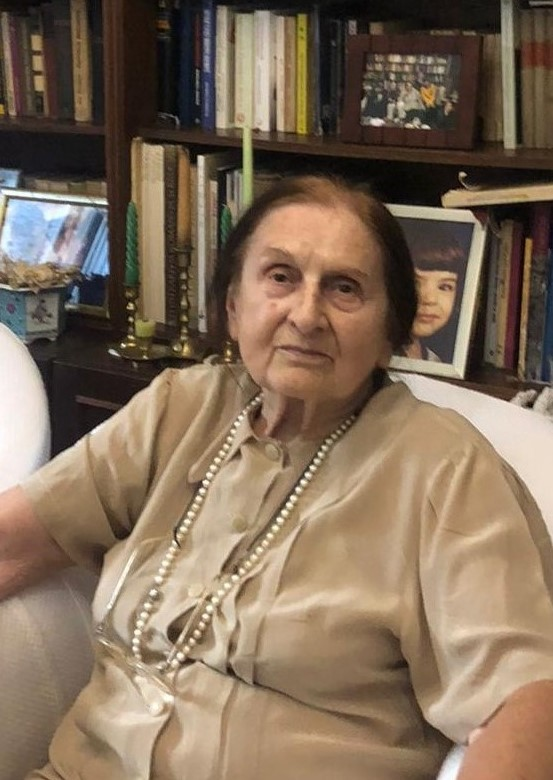
Nevenka Tadić, neuropsychiatre et pédopsychiatre serbe, mère de l'homme politique et ancien président de la Serbie, Boris Tadić.

Boris Tadić est né le 15 janvier 1958 à Sarajevo en Bosnie-Herzégovine, république alors intégrée à la république fédérative socialiste de Yougoslavie. Ses grands-parents ont été tués par les Oustachis lors de la Seconde Guerre mondiale. Son père, Ljubomir Tadić, né au Monténégro, est un philosophe qui devient, par la suite, membre de l'Académie serbe des sciences et des arts ; sa mère, Nevenka Tadić, exerce la profession de psychiatre. Peu avant la naissance de leur fils Boris, le couple Tadić s'installe à Paris, puis, trois ans plus tard, à Belgrade. Enfant, Boris Tadić est considéré comme un rebelle : on rapporte notamment qu'il fait une fugue pour devenir membre d'une troupe de forains,.
Après des études primaires et élémentaires effectuées à Belgrade, Boris Tadić suit les cours de l'université de Belgrade, dont il sort avec un diplôme en psychologie sociale. Sa période universitaire est également marquée par son engagement en faveur de la démocratie et de la défense des droits de l'homme, ce qui lui vaut, à l'époque, d'être placé en état d'arrestation. Après ses études, Tadić exerce divers métiers, journaliste, psychologue militaire ainsi que professeur de psychologie au premier lycée de Belgrade. Jusqu'en 2003, il enseigne également la communication politique à la faculté d'art dramatique de l'université de Belgrade.

## Carrière politique
L'engagement politique de Tadić lui fait rejoindre le Parti démocrate. Fondé en 1919, ce parti, dissous par le régime communiste de la république fédérative socialiste de Yougoslavie, est refondé en 1990 et, la même année, obtient sept sièges à l'Assemblée nationale de Serbie.
En 1998, Boris Tadić crée le Centre pour les compétences modernes (Centar modernih veština, CMV), une organisation non gouvernementale qui se donne comme but de favoriser l'éducation politique et civique du pays, ainsi que de développer la culture et le dialogue politiques.
En 2000, le Parti démocrate de Tadić participe à l'opposition démocratique de Serbie et, dans ce cadre, joue un rôle de premier plan dans la révolution des bulldozers qui force Slobodan Milošević à quitter le pouvoir. La même année, Tadić devient ministre des Télécommunications dans le gouvernement de la république fédérale de Yougoslavie puis le 17 mars 2003, ministre de la Défense de Serbie-et-Monténégro. Député du Parti démocrate au Sénat fédéral, il est également vice-président du Parlement de Yougoslavie. En 2004, après l'assassinat de Zoran Đinđić, il prend la tête du Parti démocrate.
En 2011, il est lauréat du prix Nord-Sud attribué par le Conseil de l'Europe qui distingue son profond engagement et ses actions pour la promotion et la protection des droits de l’homme, pour la défense de la démocratie pluraliste et pour le renforcement du partenariat et de la solidarité Nord-Sud.

## Présidence de la République

### Premier mandat (2004-2008)
À l'élection présidentielle serbe de 2004, Boris Tadić remporta le second tour du scrutin face à Tomislav Nikolić, le candidat du Parti radical serbe, un parti nationaliste, avec 53,24 % des suffrages. Il entra officiellement en fonction le 11 juillet 2004.
Boris Tadić a désigné une équipe spéciale de conseillers présidentiels :
- Trivo Inđić est le conseiller du président de la République pour les questions politiques ; il fut membre d'un groupe dissident du Groupe Praxis, en même temps que Ljubomir Tadić, le père de l'actuel Président Tadić ; il fut, pour cela, chassé de la Faculté de philosophie de l'Université de Belgrade en 1975. Chercheur en sociologie à l'Institut d'études du développement culturel, il travaille aussi à l'Institut international de politique et d'économie et à l'Institut d'études européennes de Belgrade. Entre 1992 et 1994, il a été le bras droit du ministre de l'éducation et de la culture de la république fédérale de Yougoslavie. Il a été ambassadeur de Yougoslavie en Espagne de 2001 à 2004.
- Gordana Matković est la conseillère générale du président de la République. En tant que consultante, elle collabore avec la Banque mondiale, avec le Programme des Nations unies pour le développement et avec l'Unicef. Elle est professeur invité à l'École d'économie de l'université de Belgrade. De 2000 à 2004, elle a été ministre des Affaires sociales dans le gouvernement présidé par Zoran Đinđić.
- Nebojša Krstić est le conseiller du président de la République pour les relations publiques. Il a fait partie du groupe pop VIS Idoli. Biserka Jevtimijević Drinjaković conseille le président pour les affaires économiques ; elle a été récompensée plusieurs fois par la Société financière internationale. Jovan Ratković est le conseiller pour les relations avec l'Union européenne et l'OTAN ; il est diplômé de l'université d'East Anglia en sciences politiques et en économie de l'environnement ; il est l'un des fondateurs du mouvement Otpor. Vladimir Cvijan est le conseiller du président de la République pour les affaires juridiques.
- Dušan T. Bataković, qui a conseillé Tadić sur les questions politiques, a été nommé ambassadeur de Serbie au Canada en juillet 2007.

Le 1er décembre 2004, le cortège officiel du président Tadić fut impliqué dans un accident de la circulation. Miroslav Cimpl, un employé serbe de l'ambassade des États-Unis, heurta à plusieurs reprises le cortège. Le véhicule qui transportait le Président ne fut pas touché ; en revanche, le chauffard prit la fuite et le gouvernement Koštunica protesta auprès de l'ambassade américaine. Cimpl fut finalement arrêté ; l'enquête montra qu'il n'y avait eu aucune intention de viser le président. En revanche, on avait gardé le souvenir d'un incident similaire qui avait eu lieu en 2003 : un certain Dejan Milenković avait tenté de tuer le Premier ministre de l'époque, Zoran Đinđić, en lançant un camion contre son véhicule automobile.
Boris Tadić conduisit une politique pro-occidentale. Le 28 septembre 2005, il rencontra le pape Benoît XVI au Vatican ; c'était la première fois qu'un chef d'État serbe était admis en audience auprès du souverain pontife. Cet entretien permit d'améliorer les relations, traditionnellement tendues, entre l'Église catholique romaine et l'Église orthodoxe serbe.
Lors de la campagne pour l'élection présidentielle de 2004, Boris Tadić avait promis de mettre en place une nouvelle institution spéciale, appelée Chancellerie nationale. Cette chancellerie du président de la république de Serbie a été installée le 1er octobre 2004. Sa fonction était de faciliter la communication entre les citoyens et le président et de favoriser la coopération avec les autres corps constitués de l'État afin de permettre aux citoyens d'exercer leurs droits. La chancellerie nationale est composée de quatre divisions : la division des affaires légales, la division des affaires sociales, la division des projets et celle des affaires générales. Le premier directeur de la Chancellerie fut Dragan Đilas, qui eut comme successeur Tatjana Pašić, lorsqu'il devint ministre du plan d'investissement national en 2007.
Le premier mandat présidentiel de Boris Tadić fut aussi marqué par le référendum de 2006 sur l'indépendance du Monténégro. Le 8 juin, Tadić fut le premier chef d'État à effectuer une visite officielle au Monténégro. Il déclara alors l'intention de la Serbie d'entretenir des relations amicales avec ce nouveau pays. La Serbie déclara également son indépendance et le président assista au premier lever du drapeau de la Serbie au siège des Nations unies à New York.
Tadić participa aux manifestations officielles célébrant le 50e anniversaire de la révolution hongroise ; à cette occasion, en compagnie du Premier ministre hongrois Ferenc Gyurcsány, il inaugura une plaque commémorative à l'ambassade de Serbie à Budapest.
Le 22 juin 2006, Boris Tadić présida à Belgrade la 1 000e réunion du Comité des ministres du Conseil de l'Europe. La même année, au nom de la Serbie, Tadić présenta des excuses officielles à la Croatie pour les crimes commis par son pays au cours de la guerre de Croatie.
Le 4 août 2007, Tadić reçut le Prix européen de la culture politique, attribué par la Fondation suisse Hans Ringier et par le groupe de presse Ringier, établi à Locarno. Il a également reçu une récompense de Jean-Claude Juncker. Tadić fit don de l'argent reçu à une maternité située près du monastère de Gračanica.
Le 6 septembre 2007, avec Milorad Dodik et Vojislav Koštunica, il signa un accord entre la Serbie et la république serbe de Bosnie, instituant un Conseil de coopération entre les deux pays.
En septembre 2007, il a rencontré Sumitaka Fujita, du groupe japonais Itochu pour négocier avec lui une aide publique au développement pour la construction d'un nouveau pont sur le Danube à Belgrade.
Le 11 janvier 2008, Tadić a annoncé un plan de modernisation de l'Armée de Serbie, avec un déblocage de crédits à hauteur de 7,5 milliards de RSD.

Boris Tadić, logo du premier tour de la campagne 2008

Le Parti démocrate désigne Boris Tadić comme son candidat à l'élection présidentielle serbe de 2008 le 21 décembre 2007. Le slogan de la campagne de Tadić pour le premier tour est « Pour une Serbie forte et stable » (За Јаку и Стабилну Србију) ; celui du second tour est « Conquérons l'Europe ensemble ! » (Да освојимо Европу заједно!). Boris Tadić se fait l'avocat d'une intégration de la Serbie dans l'Union européenne, avec le maintien de l'intégrité territoriale du pays, qui devait selon lui conserver sa souveraineté sur le Kosovo et la Métochie. Boris Tadić a reçu le soutien de plusieurs partis, dont ceux du G17 Plus et du Parti démocratique du Sandžak, qui participent au gouvernement. Il a également reçu l'appui de diverses minorités nationales, notamment hongroises et roms. Tadić a été soutenu par Milorad Dodik, le Premier ministre de la république serbe de Bosnie. Le président russe Vladimir Poutine a adressé à Tadić une lettre une semaine avant l'élection; il joignait à ses vœux d'anniversaire des vœux plus généraux « pour la prospérité de [ses] amis serbes ».
À l'issue du premier tour de scrutin, Boris Tadić obtient 1 457 030 voix, soit 35,4 % des suffrages. Au second tour, qui a eu lieu le 3 février 2008, il est opposé à Tomislav Nikolić. Il est finalement réélu avec 2 304 467 voix, soit 50,3 % des suffrages.

### Second mandat (2008-2012)
Boris Tadić est investi le 15 février 2008,.
Le 4 avril 2012, il présente sa démission neuf mois avant la fin de son mandat, afin de permettre la tenue du scrutin présidentiel en même temps que les élections générales convoquées pour le 6 mai 2012. Il annonce aussitôt qu'il est candidat à sa propre succession. C'est la présidente de l'Assemblée nationale, Slavica Đukić Dejanović, qui lui succède par intérim. Le second tour de l'élection présidentielle voit la défaite Boris Tadić face à son concurrent, Tomislav Nikolić, président du Parti progressiste serbe.

## Vie privée
Boris Tadić  est marié à Tatjana Rodić, dont il a eu deux enfants. Il a été une première fois marié à Veselinka Zastavniković. Il parle couramment français et anglais.